# 国鉄EF10形電気機関車

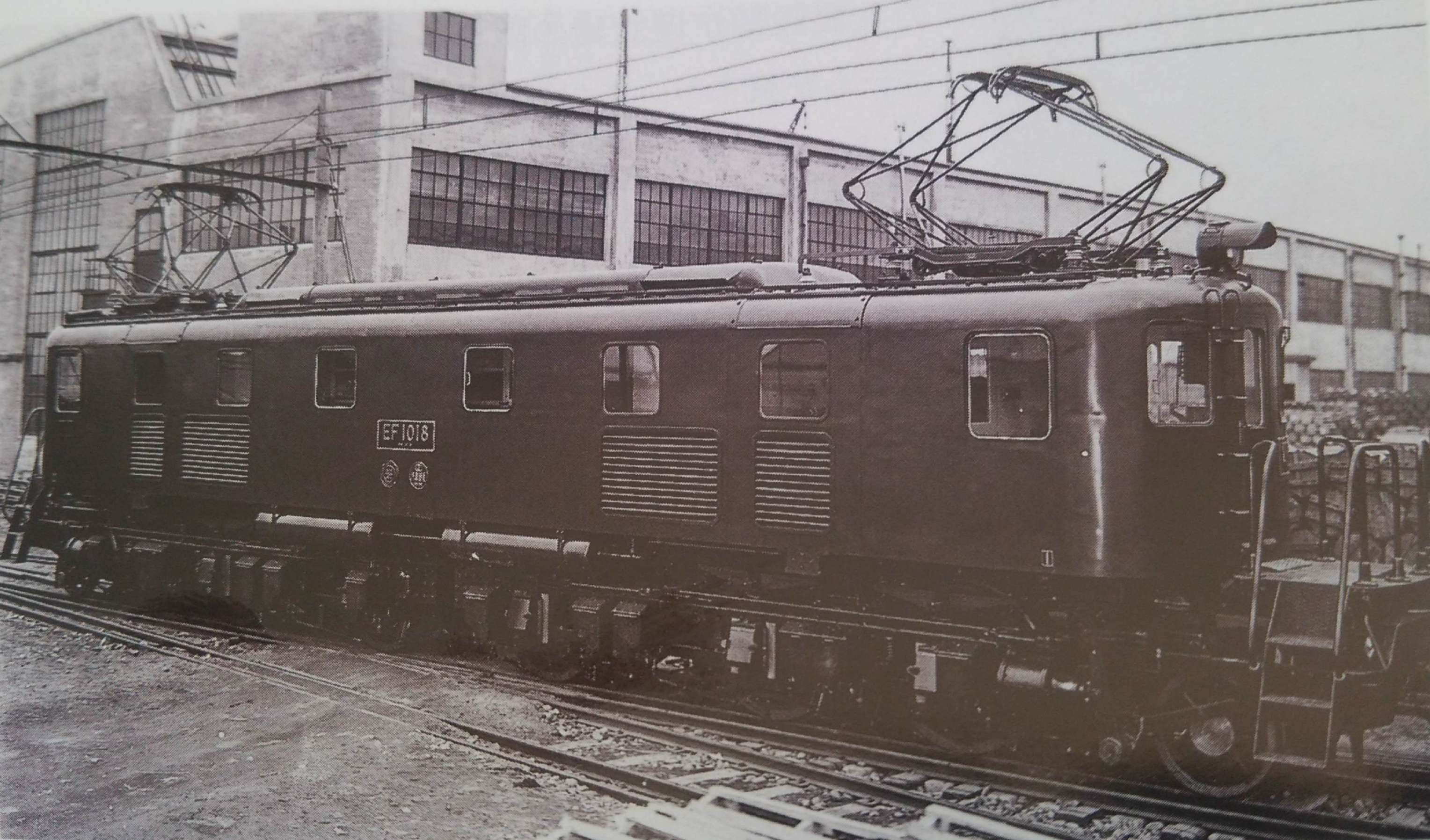
芝浦製作所で落成したEF1018号機

EF10形は、日本国有鉄道（国鉄）の前身である鉄道省が貨物列車牽引用に1934年から製造した直流電気機関車である。

## 概要

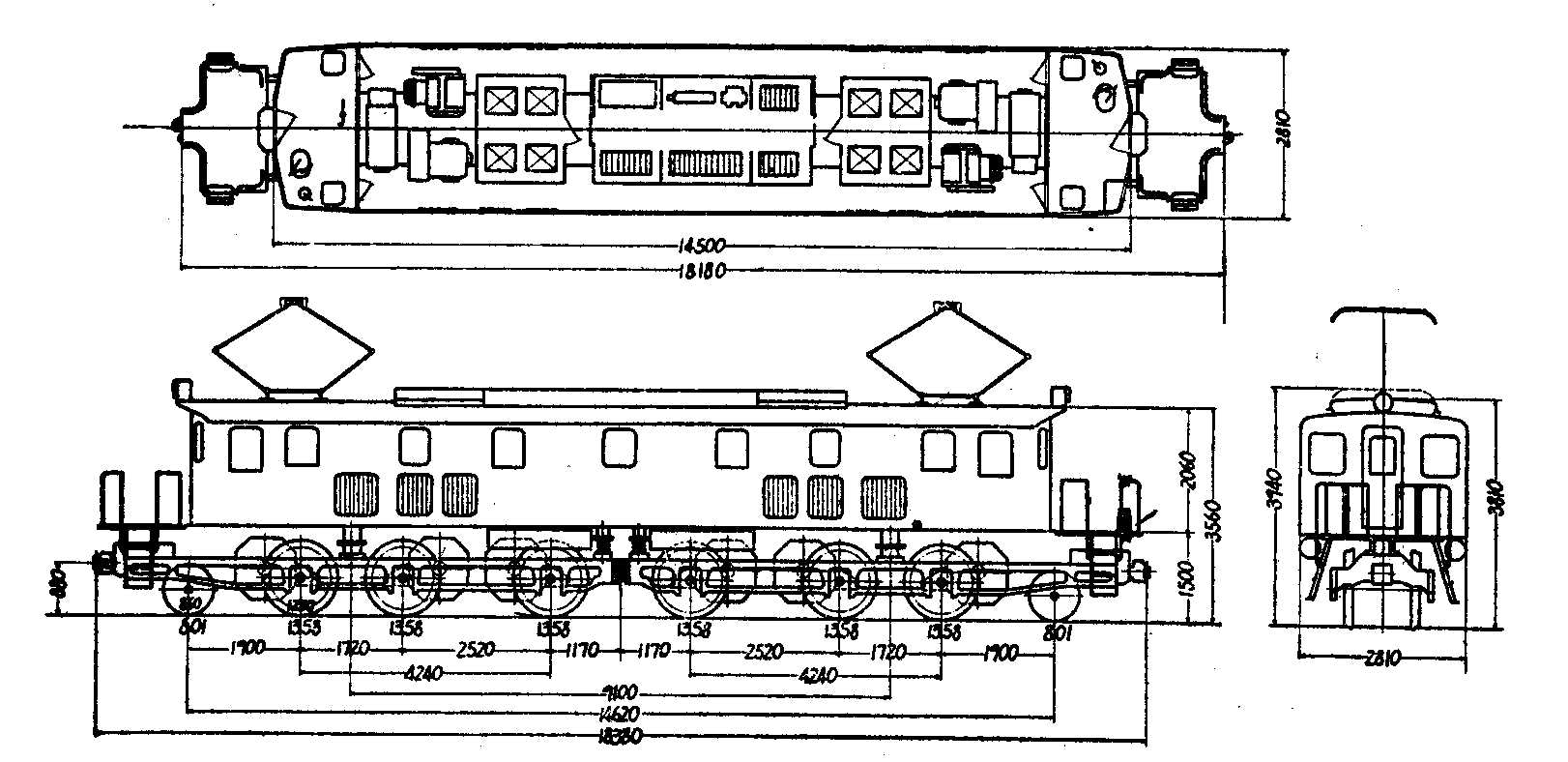
形式図（EF10 1-16）

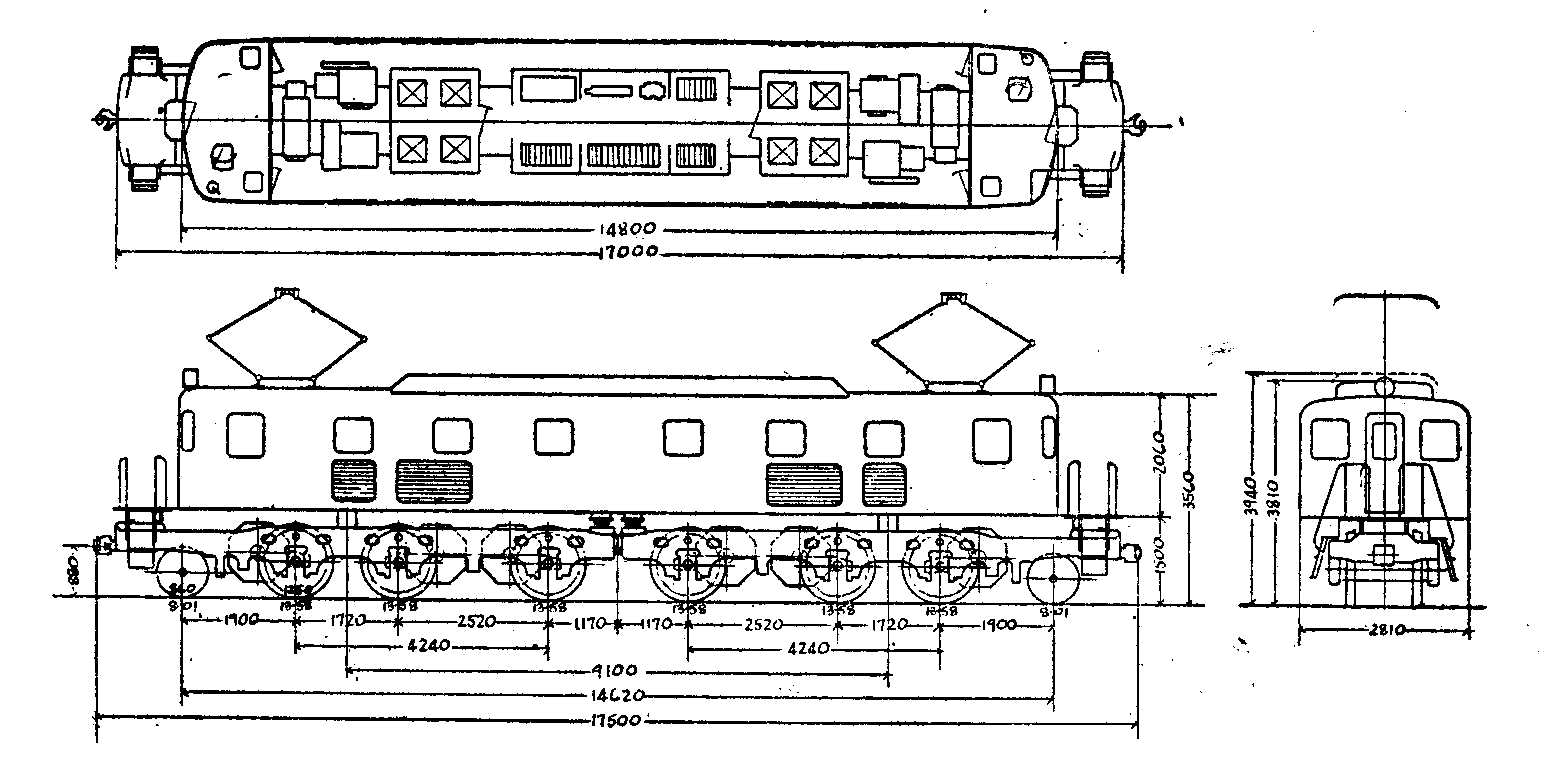
形式図（EF10 17）

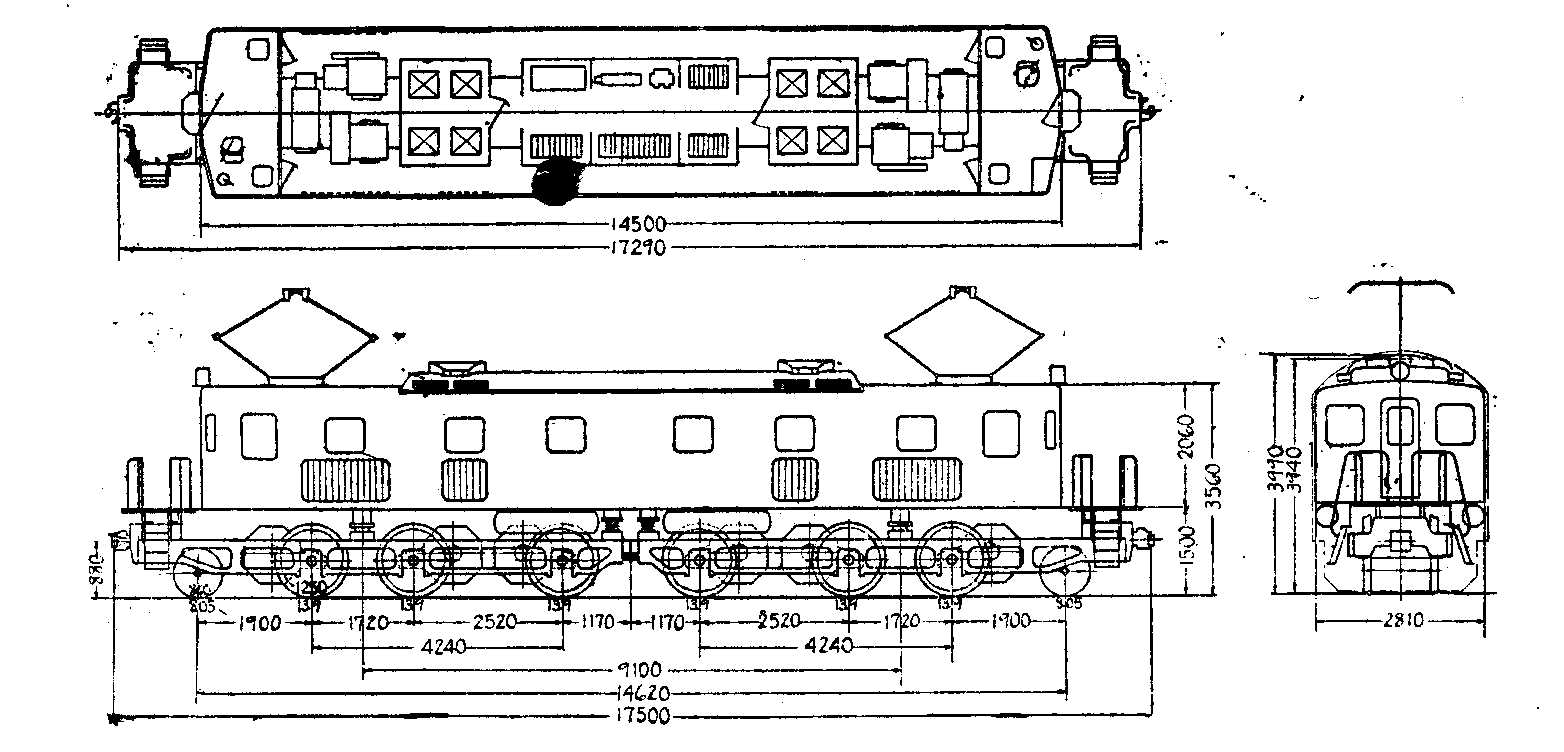
形式図（EF10 30-33）

鉄道省は大正時代末期から欧米の輸入電気機関車を導入し、その実績を元に1928年、旅客列車用の大型機関車EF52形を国産開発したが、これが好成績を収めたことから、1932年にはその改良型として東海道本線の優等列車牽引を考慮した大型高速旅客機関車EF53形を開発していた。
しかし、本線貨物列車用の大型機関車国産化は遅れ、もっぱら輸入機関車によって貨物列車を運行していた。このため、それらを代替すべく、EF53の設計を基本にその派生形として開発されたのが本形式である。
1934年から1941年にかけて日立製作所・汽車製造・三菱重工業・川崎重工業・日本車輌製造で41両が製造された。
モーター や単位スイッチ制御器などの基本機構はEF53形のシステムを踏襲したが、歯車比を牽引力重視の低速形に変更し、最高速度が低いことから先・従台車も旅客機関車のような2軸式ではなく、より簡素な1軸式のLT112・113となっている。従って軸配置は1C-C1となった。
当時としては大型の機関車であり、東海道本線の電化区間で貨物列車牽引に用いられたほか、勾配線の中央本線や上越線水上 - 石打間では旅客列車牽引にも充当された。量産は1942年まで続き、戦前形の国鉄電気機関車としては最多の合計41両が製造された。以降の増備は、基本設計は共通ながら主電動機を変更し出力増強を図ったEF12形に移行している。また、上越線（水上 - 石打間）と中央本線向けとしてEF10形に回生ブレーキを追加した設計のEF11形4両が作られている。
長期量産によって形態にも変化が生じ、当時の鉄道省における電気機関車向けのテストベッド的技術導入の対象にもなった。
16号機まではEF53形に準じ、リベット組立で庇のついた角張った車体を持ち、一般に「前期形」と呼ばれている。1938・39年製の17号機から24号機は前年登場のEF11形4号機に酷似した丸みの強い溶接構造の半流線型車体で「中期形」とされる。25号機以降はEF56形後期形に準じ、戦後の機関車で一般化する角形溶接車体で「後期形」として区分される。
また台車形状も製造時期により変化しており、大半は旧型電気機関車で一般的な棒台枠構造のHT56であったが、一部に住友金属工業製一体鋳鋼台車のHT57（17・20 - 24）・58（30 - 33）を装着したものがあった。大型の一体鋳鋼台車は剛性は高かったものの、現場での台車搭載機器の整備性に難があり、製造できるメーカーも住友に限られたことから、当時は大量制式化には至っていない。
尾灯は外付け式であったが、1960年代までに全機が車体埋め込み式に改造された。

### 関門トンネル対策車と外板のステンレス改造

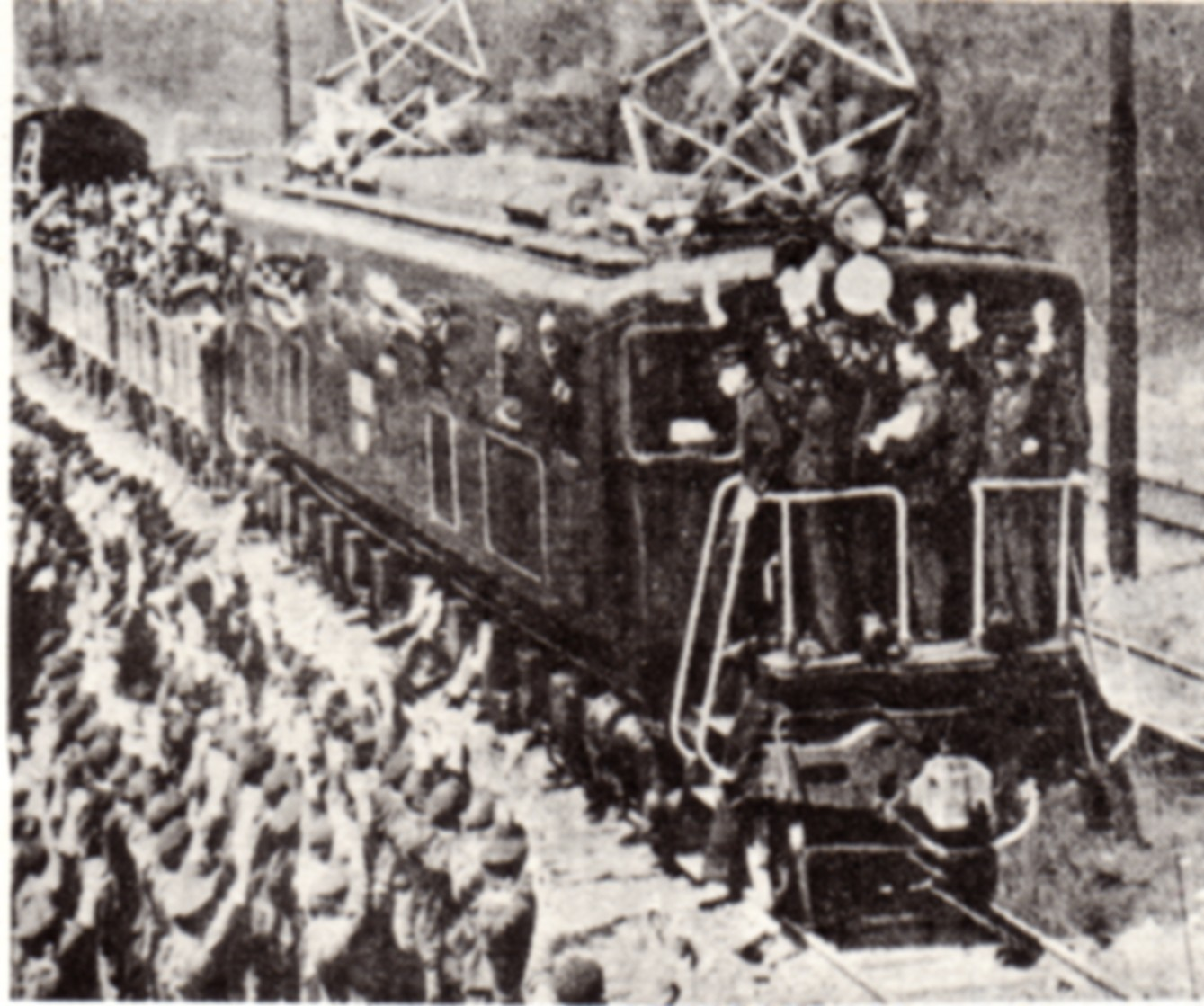
関門トンネルの最初の試運転列車

25号機以降は1942年に完成した下関駅 - 門司駅間の関門トンネル電化区間への投入を前提に製造された。更に太平洋戦争末期は本州 - 九州間の物資輸送の要衝であることから、輸送力の確保と強化のため、当時在籍した本形式の過半数が同区間に投入された。
関門トンネル区間での重連運用を予定していた25号機以降は、その利便を考慮して当初から重連用ジャンパ付きで竣工した。既存の22 - 24号機も門司機関区転属後に追加で取り付けられている。しかし、実際には当時の技術では空転検出が難しく、運転しにくい等の不便が指摘され、あまり活用されずに終わった。
海底トンネル特有の現象として、海水が漏水してくることで、車体や内部機器、パンタグラフ回り等に塩害を被る機が続出し、現場はその対処に追われた。また海峡中央部から地上へ出るまでの勾配では漏水で濡れた軌道によって空転も起きやすく、EF10各機には最大5t程度の死重を積載して粘着力を増加させるなどの対策が加えられている。
車体の抜本的な防錆措置として、戦後1953年以降、24・27・35・37・41の各機が骨組みはそのまま、外板をステンレスに張り替える改造を受けている。ステンレス合金を機関車の車体外板に採用した事例としては日本最初であった。ステンレス外板化された5両のうち4両は他の機関車と同じように標準のぶどう色に塗装されたが、24号機のみ銀色のまま無塗装で異彩を放った。
1961年に鹿児島本線九州地区が交流電化されたことから、関門トンネル用機関車も門司駅構内の交流電化区間を走行可能な交直両用のEF30に置き換えられることになった。直流専用のEF10形は撤退し、新鶴見・沼津・稲沢第二・吹田第二の各機関区に転属し、東海道本線などで使用された。無塗装であった24号機は新鶴見機関区へ転属し、転属直後は無塗装のまま使用されていたが、翌1962年内にぶどう色に塗装された。

### 末期
関東圏に転属した車両は、従来から配置されている車両とともに首都圏の貨物列車用として、関西・中部地区に転属した車両は、名阪間の区間貨物列車用として使用されていたが、1965年（昭和40年）までに全機関東地区に転属し、国府津機関区・新鶴見機関区・八王子機関区および東京機関区に配置されて、首都圏の各線で区間貨物列車を中心に使用された。しかし、EF65形などの新型機関車の増備により、先輪付きで軸重が軽いことを活かして次第に甲府機関区や豊橋機関区に転属し、身延線や飯田線など支線区での貨物列車牽引に充当されるようになった。
40号機が1967年の米軍燃料輸送列車事故で罹災し、長期休車ののち1975年に廃車。同年以降老朽廃車も始まり、首都圏では東京機関区に配置されていた29・33号機が1977年（昭和52年）に廃車されたのを最後に姿を消し、身延線で使用されていたグループも同年暮れまでにEF15形に置き換えられて廃車となった。最後に残った豊橋機関区の飯田線南部の貨物列車運用も、後継形式であるED62形の増備で次第に廃車が進み、1979年には31号機の1両が残るのみとなった。しかし31号機は、ダム建設による臨時貨物列車運転の予定があった為に暫く残される事になり、休車を繰り返しながらも時折運用に入っていたが、モーター焼損をきっかけに1983年に廃車になり、形式消滅となった。

## 保存

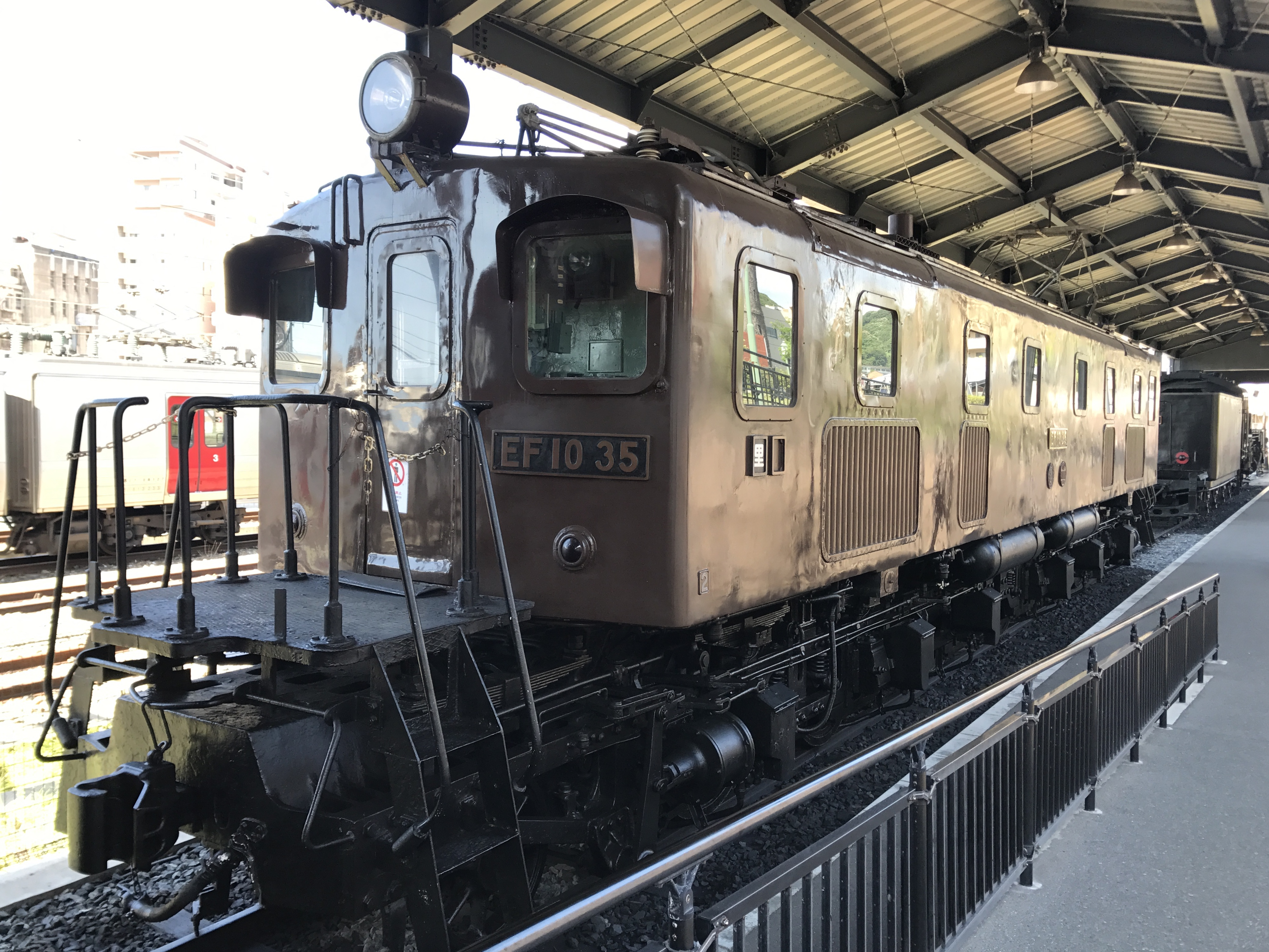
EF10 35。前後にデッキを備えた国鉄旧型電気機関車の典型例。関門トンネル向けのステンレス外板車体仕様である。九州鉄道記念館にて（2017年8月11日）

関門トンネルで運用されたステンレス外板車のうちの1両、35号機は1978年に豊橋機関区で廃車となった後に北九州市に寄贈され、門司区の大里不老公園に保存された。2003年に修復の上、新しく開館した九州鉄道記念館に移され静態保存されており、これが本形式で唯一の現存機となっている。動態保存機はない。

## 主要諸元
- 全長：18380mm
- 全幅：2810mm
- 全高：3940mm
- 重量：97.52t
- 電気方式：直流1500V
- 軸配置：1C+C1
- 台車形式：
- 主電動機：MT28（225 kW）×6
  - 歯車比：
  - 1時間定格出力：1350 kW
  - 1時間定格引張力：11700 kg
  - 1時間定格速度：30.0 km/h
  - 最高速度：75.0 km/h
- 動力伝達方式：歯車1段減速、吊り掛け式
- 制御方式：抵抗制御、3段組み合わせ制御、弱め界磁制御
- 制御装置：電磁空気単位スイッチ式
- ブレーキ方式：EL-14A空気ブレーキ、手ブレーキ

## 配置表
| 年度     | 1935年 | 1937年 | 1939年 | 1941年 | 1943年 | 1947年 | 1949年 | 1951年 | 1953年 | 1955年 | 1957年 | 1959年 | 1961年 | 1963年 | 1965年 | 1967年 |
| -------- | ------ | ------ | ------ | ------ | ------ | ------ | ------ | ------ | ------ | ------ | ------ | ------ | ------ | ------ | ------ | ------ |
| 国府津   | 16     | 16     | 16     | 20     | 3      | 20     | 23     | 23     | 16     | 15     | 18     | 18     | 18     | 18     | 17     | 16     |
| 水上     |        |        | 3      | 6      | 10     |        |        |        |        |        |        |        |        |        |        |        |
| 沼津     |        |        |        | 7      | 6      |        |        |        | 3      | 1      | 1      | 1      | 1      | 3      | 1      |        |
| 甲府     |        |        |        |        |        |        | 2      |        | 3      | 6      |        |        |        |        |        |        |
| 長岡第二 |        |        |        |        |        |        |        | 3      |        |        |        |        |        |        | 3      |        |
| 浜松     |        |        |        |        |        |        |        | 1      |        |        |        |        |        |        |        |        |
| 八王子   |        |        |        |        |        |        |        |        | 2      | 3      | 4      |        |        |        | 2      | 9      |
| 新鶴見   |        |        |        |        |        |        |        |        |        |        | 2      | 5      | 5      | 12     | 13     | 13     |
| 稲沢第二 |        |        |        |        |        |        |        |        |        |        |        |        |        | 3      |        |        |
| 吹田第二 |        |        |        |        |        |        |        |        |        |        |        |        |        | 5      | 5      |        |
| 門司     |        |        |        |        | 16     | 21     | 16     | 14     | 17     | 17     | 17     | 17     | 17     |        |        |        |
| 東京     |        |        |        |        |        |        |        |        |        |        |        |        |        |        |        | 3      |

- 「国鉄動力車配置表』1931年より1967年までの1945年を除く隔年分から『世界の鉄道』1969年、朝日新聞社
- 不明分あり